# Мапе
Мапе (Мапа, Мейп; англ. Mape) — крупнейшее озеро Сьерра-Леоне. Имеет лагунное происхождение. Располагается на территории округа Пуджехун в Южной провинции на юго-западном побережье страны.
Мапе находится в заболоченной местности. Площадь озера составляет 27,5 км². Постепенно зарастает. На северо-западе соединяется через протоку с низовьем реки Ваандже.
По берегам озера произрастают мангровые леса.
На базе озёр Мапе и Мабеси предлагается создать национальный парк площадью 75,11 км².